# Himmelwitzer Wasser
Die Chrząstawa, auch Himmelwitzer Wasser, Chronstauer Flößbach, Jemielnica oder Jemielnicka Woda ist ein 51,3 Kilometer langer Fluss in Oberschlesien. Es ist ein Nebenfluss der Malapane und entspringt in der Nähe der Orte Kotulin (Groß Kottulin) und Błotnica Strzelecka (Blottnitz) und mündet in der Nähe von Czarnowanz in die Mała Panew. An ihm liegen die Orte Himmelwitz und Chronstau.
Die Chrząstawa fließt in nordwestlicher Richtung. Bei Gonschiorowitz speist es mehrere Teiche.
Mit seiner Wasserkraft trieb der Fluss zahlreiche Mehlmühlen an, darunter die bis heute erhaltene Mendemühle bzw. Deutschmühle bei Danietz, bei Dembiohammer trieb der Fluss das Dembiohammer-Werk an, bei Bokowe eine Drahtfabrik und in anderen Orten Papierwerke und Sägewerke.